# Linda Hrúziková
 Linda Hrúziková, née le 21 avril 1987 à Bratislava, est une joueuse de squash représentant la Slovaquie. Elle atteint en mars 2010 la 65e place mondiale sur le circuit international, son meilleur classement. Elle est championne de Slovaquie à 8 reprises entre 2006 et 2015.

## Palmarès

### Titres
- Championnats de Slovaquie : 8 titres (2006-2010, 2013-2015)